# Manovra di Barlow
La manovra di Barlow fa parte degli accertamenti diagnostici della displasia dell'anca (o lussazione congenita dell'anca) in età pediatrica.
Prende il nome da T.G. Barlow, che per primo la descrisse nel 1965.

## Esecuzione
Partendo col neonato tranquillo e in posizione supina, si flettono le cosce ad angolo retto rispetto al bacino, si afferrano le ginocchia col palmo della mano, si appoggiano i pollici medialmente lungo le cosce e i medi lateralmente in corrispondenza dei grandi trocanteri del femore.
Adducendo le cosce e portandole verso la linea mediana, si esercita contemporaneamente una leggera pressione sul ginocchio, dirigendo la forza in senso antero-posteriore. 

### "Barlow positivo"
In caso di displasia o anca instabile (Displasia dell'anca grado 1 secondo la classificazione di Dunn), la testa del femore è alloggiata all'interno di un acetabolo ovalizzato. La manovra, se eseguita correttamente, provoca la fuoriuscita della testa del femore della sua sede anatomica. Spostandosi all'esterno dell'acetabolo la testa del femore produce uno scatto percepibile col dito medio (segno dello scatto in uscita). Il segno dello scatto conferma la positività della manovra e induce il sospetto di displasia dell'anca, da confermare con un esame ecografico. La sensibilità della manovra di Barlow diminuisce all'aumentare dell'età del bambino, per questo è fondamentale eseguirla fin dal primo giorno di vita.

### "Barlow negativo"
La negatività della manovra di Barlow esclude la displasia dell'anca soprattutto nel primo mese di vita. Tuttavia il segno dello scatto in uscita può mancare in caso di sublussazione riducibile (Displasia congenita dell'anca grado 2 secondo la classificazione di Dunn) e in caso di anca lussata (Displasia congenita dell'anca grado 3 secondo la classificazione di Dunn). In entrambi i casi infatti, anche se in modo più grave nel grado 3, la testa è già dislocata.